# تافیت
تافیت (به انگلیسی: Taaffeite) یا فرمول شیمیایی BeMgAl4O8 یک کانی است که به نام کاشف آن ریچارد تاف (۱۸۹۸–۱۹۶۷) که نخستین نمونه آن را در اکتبر ۱۹۴۵ در یک جواهرفروشی در دوبلین ایرلند یافت، نام‌گذاری شده است. بدین ترتیب تافیت تنها گوهرسنگی است که از ابتدا از یک سنگ تراش‌خورده شناسایی شده است. پیش از آن، بیشتر قطعات تافیت را به اشتباه به عنوان لعل می‌شناختند و تا چند سال پس از آن، تنها نمونه‌های معدودی از آن شناخته شده بود و تافیت همچنان یکی از کمیاب‌ترین گوهرسنگ‌ها در دنیا به شمار می‌رود و به همین دلیل فقط به عنوان گوهرسنگ به‌کار می‌رود.
در سال ۱۹۵۱ آزمایش شیمیایی و پرتو ایکس نشان داد که ترکیب شیمیایی تافیت شامل بریلیوم، منیزیم و آلومینیوم است و بدین ترتیب تافیت نخستین کانی است که این سه عنصر در ترکیب اصلی آن وجود دارد.
اشتباه در تشخیص تافیت و لعل قابل درک است زیرا برخی از ویژگی‌های ساختاری در هر دو گوهرسنگ یکسان است. برخی از گوهرشناسان تافیت را به عنوان کانی حد واسط میان لعل (اسپینل) و کانی کریزوبریل تعریف کرده‌اند. برخلاف لعل، تافیت ویژگی دوشکستی را به نمایش می‌گذارد که تمایز میان این دو گوهرسنگ را امکان‌پذیر می‌کنند.
تافیت در سنگ‌های کربناته به همراه [[فلئوریتّّ، میکا، لعل و تورمالین تشکیل می‌شود. این کانی بسیار کمیاب به صورت فزاینده در نهشته‌های رسوبی سریلانکا و جنوب تانزانیا و رسوبات سنگ‌آهک در چین کشف می‌شود.